# Newberry (Indiana)
Newberry és una població dels Estats Units a l'estat d'Indiana. Segons el cens del 2000 tenia 206 habitants.

## Demografia
Segons el cens del 2000, Newberry tenia 206 habitants, 93 habitatges, i 59 famílies. La densitat de població era de 162,3 habitants/km².
Dels 93 habitatges en un 30,1% hi vivien nens de menys de 18 anys, en un 52,7% hi vivien parelles casades, en un 6,5% dones solteres, i en un 35,5% no eren unitats familiars. En el 35,5% dels habitatges hi vivien persones soles el 19,4% de les quals corresponia a persones de 65 anys o més que vivien soles. El nombre mitjà de persones vivint en cada habitatge era de 2,22 i el nombre mitjà de persones que vivien en cada família era de 2,82.
Per edats la població es repartia de la següent manera: un 21,4% tenia menys de 18 anys, un 7,3% entre 18 i 24, un 25,2% entre 25 i 44, un 30,1% de 45 a 60 i un 16% 65 anys o més.
L'edat mediana era de 42 anys. Per cada 100 dones de 18 o més anys hi havia 88,4 homes.
La renda mediana per habitatge era de 36.964 $ i la renda mediana per família de 45.833 $. Els homes tenien una renda mediana de 32.321 $ mentre que les dones 22.031 $. La renda per capita de la població era de 18.313 $. Entorn del 6,3% de les famílies i el 12,9% de la població estaven per davall del llindar de pobresa.

## Poblacions més properes
El següent diagrama mostra les poblacions més properes.